# Rafael (Żuk)
Rafael, imię i nazwisko świeckie Roman Żuk – polski duchowny prawosławny, ihumen Polskiego Autokefalicznego Kościoła Prawosławnego.

## Życiorys
Jako hieromnich był wykładowcą Prawosławnego Seminarium Duchownego w Warszawie z siedzibą w Jabłecznej. W latach 1990–1996 był namiestnikiem monasteru św. Onufrego w Jabłecznej. Obecnie jest opowiedzialny za prowadzenie chóru parafii św. Aleksandry w Stanisławowie.